# Poway
Poway ist eine Stadt im San Diego County im Bundesstaat Kalifornien in den Vereinigten Staaten. Das U.S. Census Bureau hat bei der Volkszählung 2020 eine Einwohnerzahl von 48.841 ermittelt. Sie liegt im Norden der Metropolregion San Diego–Tijuana. Das Stadtgebiet hat eine Größe von 101,9 km² und befindet sich zwischen der Interstate 15 und der California State Route 67.

## Geschichte
Der ursprüngliche Name des Tales Pauwai, in dem Poway liegt, kommt aus der Sprache der Diegueño und Luiseño. Sie lebten bis zur spanischen Kolonialisierung in der Region. Im Jahre 1971 wurde ein Damm errichtet; der entstandene Stausee Lake Poway dient der Wasserversorgung und als Naherholungsgebiet.
Ein 19-jähriger Mann verübte im April 2019 einen Anschlag auf die orthodoxe Synagoge von Poway. Er schoss auf Besucher der Synagoge, tötete eine Frau und verletzte drei weitere Menschen (siehe auch Rechtsterrorismus#Vereinigte Staaten).

## Söhne und Töchter der Stadt
- Fletcher Bowron (1887–1968), Politiker
- Tom DeLonge (* 1975), Musiker
- Christy Hemme (* 1980), Schauspielerin
- Wayne Bernard (* 1981), Basketballspieler
- Leigh Ann Brown (* 1986), Fußballspielerin
- Bradley Klahn (* 1990), Tennisspieler
- Lauren Plum (* 1992), Volleyballspielerin
- Kelsey Plum (* 1994), Basketballspielerin